# Katharina Krischer
Katharina Krischer (* 1963 in Bensheim) ist eine deutsche Physikochemikerin und Hochschullehrerin.

## Leben
Die Tochter Tilman Krischers studierte an der FU Berlin Chemie bis zum Vordiplom und an der Universität München, wo sie 1987 als Diplom-Chemikerin abschloss. Krischer wurde bei Gerhard Ertl und Ioannis Kevrekidis 1990 promoviert und mit der Otto-Hahn-Medaille ausgezeichnet. Seit 1991 war sie wissenschaftliche Mitarbeiterin an der Abteilung Physikalische Chemie des Fritz-Haber-Instituts. 1998 erhielt sie den Preis der Akademie der Berlin-Brandenburgischen Akademie der Wissenschaften. 1998 habilitierte sie sich an der FU Berlin für das Fach Physikalische Chemie. Am 1. April 2002 wurde sie als erste Frau auf eine Professur für Technische Physik an der Fakultät für Physik der TU München in Garching berufen.
Ihre Forschungsschwerpunkte sind effiziente photoelektrochemische und elektrokatalytische Energiewandlung sowie universelle Mechanismen von Strukturbildungsprozessen in Nichtgleichgewichtssystemen.

## Schriften (Auswahl)
- Nichtlineare Dynamik zweier Grenzflächenreaktionen. Kinetische Oszillationen, Bifurkationen und deterministisches Chaos. Berlin 1990, OCLC 46105043.
- Nonlinear dynamics in electrochemical systems. In: Advances in Electrochemical Science and Engineering Vol. 8: 89-208 (2003).
- mit Elena R. Savinova: Fundamentals of electrocatalysis. In: Gerhard Ertl, Helmut Knözinger, Ferdi Schüth, Jens Weitkamp (Hrsg.): Handbook of Heterogeneous Catalysis. Part 8: Special Catalytic Systems. Weinheim 2008, S. 1873–1905.
- mit Vladimir García-Morales: Fluctuation enhanced electrochemical reaction rates at the nanoscale. Proceedings of the National Academy of Sciences of the United States of America 107: 4528-4532 (2010).
- mit Konrad Schönleber: Physics of Energy Conversion. Boston 2015, ISBN 1-5015-0763-X.